# Baralt (khu tự quản)
Baralt là một khu tự quản thuộc bang Zulia, Venezuela. Thủ phủ của khu tự quản Baralt đóng tại San Timoteo. Khự tự quản Baralt có diện tích 2211 km2, dân số theo điều tra dân số ngày 21 tháng 10 năm 2001 là 73907 người.